# Демирханлъ
Демирханлъ (на турски: Demirhanlı) е село в Източна Тракия, Турция, околия Одрин, вилает Одрин.

## География
Селото се намира на 15 километра източно от Одрин.

## История
В XIX век Демирханлъ е българско село в Одринската кааза на Одринския вилает на Османската империя. Според „Етнография на вилаетите Адрианопол, Монастир и Салоника“, издадена в Константинопол в 1878 година и отразяваща статистиката на населението от 1873 година, Демирханлъ (Demirhanli) има 45 домакинства и 37 мюсюлмани и 206 българи.
Според статистиката на професор Любомир Милетич в 1912 година в селото живеят 35 български патриаршистки семейства или 165 души.

## Личности
Починали в Демирханлъ
- Митю Ив. Бешев, български военен деец, младши подофицер, загинал през Балканската война на 16 октомври 1912 година[3]